# Potexvirus
Genre
Potexvirus est un genre de virus de la famille des Alphaflexiviridae, qui  comprend 38 espèces officiellement décrites, dont le PVX (Potato virus X), le virus X de la pomme de terre, qui est l'espèce-type, et 18 espèces proposées. Ce sont des virus à ARN simple brin à polarité positive, rattachés au groupe IV de la classification Baltimore, qui infectent des plantes herbacées (phytovirus). 
Ces virus n'ont pas de vecteurs biologiques connus et la transmission se fait par inoculation mécanique. Les symptômes se manifestent sous forme de mosaïques ou d'anneaux nécrotiques.
Les virions, en forme de bâtonnets filamenteux et flexueux, sont relativement courts, d'une longueur d'environ 470 à 580 nm.

## Étymologie
Le nom de ce genre de virus, dérive de  Potato virus X, le virus X de la pomme de terre qui en est l'espèce type. Ce nom a été attribué par Brandes et Wetter en 1959.

## Liste des  espèces
Selon NCBI (22 janvier 2021) :
- Actinidia virus X
- Allium virus X
- Alstroemeria virus X
- Alternanthera mosaic virus
- Asparagus virus 3
- Bamboo mosaic virus
- Cactus virus X
- Cassava common mosaic virus
- Cassava virus X
- Clover yellow mosaic virus
- Cymbidium mosaic virus
- Foxtail mosaic virus
- Hosta virus X
- Hydrangea ringspot virus
- Lagenaria mild mosaic virus
- Lettuce virus X
- Lily virus X
- Malva mosaic virus
- Mint virus X
- Narcissus mosaic virus
- Nerine virus X
- Opuntia virus X
- Papaya mosaic virus
- Pepino mosaic virus
- Phaius virus X
- Pitaya virus X
- Plantago asiatica mosaic virus
- Potato aucuba mosaic virus
- Potato virus X - espèce type
- Schlumbergera virus X
- Strawberry mild yellow edge virus
- Tamus red mosaic virus
- Tulip virus X
- Vanilla virus X
- White clover mosaic virus
- Yam virus X
- Zygocactus virus X
- non-classés
  - Agave potexvirus 1
  - Babaco mosaic virus
  - Caladium virus X
  - Cnidium virus X
  - Dioscorea potexvirus 1
  - Ferula potexvirus 1
  - Galium odoratum potexvirus
  - Nandina virus X
  - Paris polyphylla virus X
  - Phyllanthus potexvirus 1
  - Potexvirus 1 LSD-2014
  - Potexvirus ST4
  - Potexvirus ST5
  - Senna mosaic virus
  - Turtle grass virus X
  - Viola mosaic virus
  - Yam potexvirus 1
  - Yam potexvirus 2